# 앨버트 블라이스
앨버트 블라이스(Albert Blithe, 1923년 6월 25일 - 1967년 12월 17일)는 미국 육군의 제101공수사단 제506공수보병연대 E중대 소속의 공수부대원으로서 제2차 세계 대전에 참전한 참전용사이다.

## 생애

### 밴드 오브 브라더스에서의 묘사
앨버트 블라이스는 스티븐 앰브로즈의 실화 소설에 바탕을 둔 HBO의 미니시리즈 《밴드 오브 브라더스》 제101공수사단, 506낙하산보병연대, 2대대, E중대의 일원으로 주목받았다. 앨버트 블라이스는 세 번째 에피소드 "카랭탕"에서 등장하는데 앨버트 블라이스 역은 영국 배우 마크 워렌이 맡았다.
블라이스는 독일군에게 점령된 프랑스 노르망디에서 대규모 공수 부대 투하 작전에 의해 강하하게 된다, 하지만 그가 땅에 내렸을 때 블라이스는 자신이 프랑스에 혼자 고립되어 있다는 사실을 알지 못했다. 잠시 시간이 이 지난 후에 블라이스는 자신처럼 잘못 강하한 많은 공수부대원들과 합류하게 되었다. 이들은 한데 뭉쳐서 생 메르꾸르까지 이동하였으며 거기서 이지 중대를 찾게 된다.
밴드 오브 브라더스에서 묘사된 바로는, 블라이스는 카렝탕 점령을 위한 전투를 겪으면서 히스테리성 시각 장애를 겪게 된다. 그는 회복된 후 며칠 뒤 정찰조의 일원으로 농가를 수색하다가 운 나쁘게 저격수에 의해 목에 총상을 입는다. 이 총상으로 인해 블라이스는 1944년 6월 25일 퍼플 하트 훈장을 받는다. 미니시리즈 밴드 오브 브라더스를 제작하면서 이루어진 이지중대의 커레히 퇴역 군인들과의 인터뷰에 의하면, 그들은 블라이스가 이 부상을 회복하지 못하였으며, 1948년 필라델피아에서 죽은 것으로 기억하고 있었다. 또한 퇴역 군인들은 블라이스가 목에 총상을 입은 것으로 기억하고 있었는데, 밴드 오브 브라더스가 HBO에서 방영된 이후 블라이스의 가족들은 '블라이스는 오른쪽 어깨에 총상을 입었으며, 부상은 회복되었고, 제101공수사단의 제1회 친목회에도 참석하였다', '블라이스는 회복 이후 600회가 넘는 공수 강하를 하였으며 타이완에서 군사 고문단(Military Assistance Advisory Group; MAAG)의 임무를 수행하기도 하였다.'며 오류를 지적하였다.

### 2차 세계대전 참전 이후
블라이스는 1945년 10월 8일 육군 병원에서 퇴원하였으며 펜실베이니아주 필라델피아에 돌아간 그는 웨스팅하우스 전기에 입사하여 그의 사회 경력을 시작하였다.
블라이스가 1967년 군대에서 전역 할 때의 계급은 상사였다. 블라이스는 한국 전쟁에도 참전했으며, 600회가 넘는 공수 강하를 하였고 타이완에서 미군 군사 고문단(Military Assistance Advisory Group; MAAG)의 임무를 수행하기도 하였다. 블라이스는 결혼하여 1남 1녀의 자녀를 두었다.

### 사망
블라이스는 1967년 12월 17일에 임무 수행 도중 독일 바이스바덴 공군 병원에서 사망했다. 죽기 일주일 전 주말에, 블라이스는 바스통에서 벨기에 벌지 전투 기념식에 참석하였으며, 참석 후 돌아 왔을때부터 몸의 이상을 느꼈다. 블라이스는 12월 11일 응급실에 실려갔으며 천공성 궤양 진단을 받고 1967년 12월 12일 응급 수술을 하였다. 천공성 궤양은 이어서 12월 16일에는 복막염으로 발전하였으며, 마침내 12월 17일 신부전증으로 악화되어 사망했다. 챠플레인 토머스 F. 데챔프 소령의 지휘에 따라 추모식이 열린 후, 블라이스는 12월 28일 알링턴 국립묘지에 묻혔다.

## 같이 보기
- 제101공수사단, 506낙하산보병연대, 2대대, E중대
- 밴드 오브 브라더스

## 참고 문헌
- (영어) 알링턴 국립묘지 보관됨 2009-04-16 - 웨이백 머신
- https://web.archive.org/web/20100605013713/http://www.normandy1944.info/veterans/albert_blithe.htm {{
- https://web.archive.org/web/20090211133244/http://www.506infantry.org/his2ndbnwwiiphoto24.html {{